# إترنال سوناتا
إترنال سوناتا (Eternal Sonata) هي لعبة فيديو تقمص الأدوار طورت من قبل tri-Crescendo ونشرت من طرف بانداي نامكو إنترتينمنت.

## وصلات خارجية
- إترنال سوناتا على موقع IMDb (الإنجليزية)

- الموقع الرسمي[وصلة مكسورة]
- الموقع غير الرسمي الأول
- الموقع غير الرسمي الثاني
- معرض الصور
- معرض الفيديوهات